# Osericta
Osericta là một chi nhện trong họ Salticidae.

## Các loài
- Osericta cheliferoides (Taczanowski, 1878) – Peru
- Osericta dives Simon, 1901 – Brazil